# داني شيل
داني شيل (بالإنجليزية: Danny Schell)‏ هو لاعب كرة قاعدة أمريكي، ولد في 26 ديسمبر 1927 في بلدة ووترتاون في الولايات المتحدة، وتوفي في 11 مايو 1972 في مافيل في الولايات المتحدة.

## وصلات خارجية
- داني شيل على موقعبيزبول رفرنس.كوم (الدوري الرئيسي) (الإنجليزية)